# Luoyang, Ruyuan
Luoyang (kinesiska: 洛阳) är en köping i sydöstra Kina. Den ligger i Ruyuan autonoma härad för yao-folket i staden Shaoguan i provinsen Guangdong, omkring 170 kilometer norr om provinshuvudstaden Guangzhou. Antalet invånare är 5 979. Befolkningen består av 2 804 kvinnor och 3 175 män. Barn under 15 år utgör 18,0 %, vuxna 15-64 år 67 %, och äldre över 65 år 13,0 %.